# Primeira Batalha de Brega
A Batalha de Brega foi um confronto militar travado durante a Guerra Civil Líbia, que ocorreu em 2 de março de 2011, onde forças leais ao ditador Muammar al-Gaddafi tentaram, sem sucesso, reconquistar a cidade portuária de Brega. Ao amanhecer de 2 de março, as forças de Gaddafi atacam a cidade onde existe uma grande refinaria, mas foram derrotados por rebeldes que lançaram um contra-ataque a partir de Agedábia.